# رفيكجون سلطونوف
رفيكجون سلطونوف (مواليد 19 فبراير 1988) هو ملاكم أوزباكستاني، مثّل بلاده في الألعاب الأولمبية الصيفية 2008.

## روابط خارجية
رفيكجون سلطونوف على موقع أوليمبيديا (الإنجليزية)